# Liste der Bodendenkmäler in Spardorf
Auf dieser Seite sind die Bodendenkmäler in der mittelfränkischen Gemeinde Spardorf zusammengestellt. Diese Tabelle ist eine Teilliste der Liste der Bodendenkmäler in Bayern. Grundlage ist die Bayerische Denkmalliste, die auf Basis des Bayerischen Denkmalschutzgesetzes vom 1. Oktober 1973 erstmals erstellt wurde und seither durch das Bayerische Landesamt für Denkmalpflege geführt wird. Die folgenden Angaben ersetzen nicht die rechtsverbindliche Auskunft der Denkmalschutzbehörde.

## Bodendenkmäler in Spardorf
| Lage                | Objekt                                                | Akten-Nr.     | Bild |
| ------------------- | ----------------------------------------------------- | ------------- | ---- |
| Spardorf (Standort) | Siedlung der Urnenfelderzeit.                         | D-5-6332-0178 |      |
| Spardorf (Standort) | Siedlung vorgeschichtlicher Zeitstellung.             | D-5-6332-0180 |      |
| Spardorf (Standort) | Siedlung der Bronzezeit bis zur frühen Hallstattzeit. | D-5-6332-0217 |      |